# Poklanče pri Šentjurju na Zilji
Poklanče pri Šentjurju na Zilji (nemško Poglantschach) je naselje v Občini Čajna v Okraju Beljak-dežela na Koroškem v Avstriji.